# Рош, Жорж
Жорж Рош (фр. Georges Roesch) — швейцарский шоссейный велогонщик, выступавший в конце XIX. Победитель и призёр велогонки Тур дю Лак Леман.

## Достижения
1893
3-й Тур дю Лак Леман
1894
1-й Тур дю Лак Леман
1895
2-й Тур дю Лак Леман